# Diósgyőri Gépgyár
A Diósgyőri Gépgyár (rövidítve: DIGÉP) a magyar gépgyártás egyik vezető üzeme volt, amely mára már megszűnt. A gyár történetileg a Diósgyőri m. kir. Vas- és Acélgyárból nőtt ki, ezért hosszú évtizedekig „Újgyár”, magát a törzsgyárat pedig „Ógyár” néven emlegették. Az új gyártelep létesítését a fegyvergyártás felfutása indokolta. Építését 1915-ben kezdték el, és Diósgyőr-Vasgyár nyugati részén épült fel. A gyár azonban gyakorlatilag az első világháború végéig nem termelt, sőt a háborús károk miatt (a gépek egy részét hadizsákmányként elszállították) a tényleges termelés csak 1931-re futott fel a kívánt szintre. Hadiüzem lévén a különböző egységeknek – a népnyelvben még a legutóbbi időkben is használt – kódneveket („Mexikó”, „Ázsia”, „Afrika”) adtak.
A gyár 1944-ig voltaképpen ágyúgyárként működött, de termékei között más nehézgépgyártással összefüggő termékek is voltak. 1945 után – az átmeneti nehézségek áthidalása végett – bizonyos közszükségleti cikkeket is gyártani kezdtek, de már ekkor megjelentek azok a termelési ágak is, amelyek a későbbi termelési profil részét képezték. A hadiipari termékek ingadozó volumene mellett a legfontosabb gyártmánycsoportok a kovácsoló és sajtoló gépek, a csőgyári és hengerműi berendezések, a lemezalakító gépek, a szerszámgépek, a kábelipari gépek, a hadiipari termékek, a hűtőipari gépek, a Diesel-motorok és az aggregátok, a szivattyúk, a hidraulikus emelők, a vasúti kerékpárok, a kovácsolt és sajtolt termékek és a csavarrugók voltak. A DIGÉP – forgalma alapján – évtizedekig a hazai gépgyártás legjelentősebb üzemének számított, de problémái már a rendszerváltás előtt jelentkeztek, és 1990-re a cég fizetésképtelenné vált. Ma a gyár területén a Digép Ipari Park működteti az üzemcsarnokok egy részét.

## Az „Újgyár” születése
A Diósgyőri m. kir. Vas- és Acélgyár termékeinek feldolgozására – összefüggésben az első világháborús lövedék- és fegyverszükséglet felfutásával – új megmunkáló üzem létrehozása vált szükségessé. Ezért 1914-ben – kormányzati döntést követően – a törzsgyártól nyugatra elkezdték az „Újgyár” felépítését. Az új gyár tulajdonképpen a diósgyőri kohászatban már kinőtt lövedéküzem átvételét jelentette – gépekkel, munkásokkal együtt –, ily módon tulajdonképpen elkülönített hadiüzem lett.
Az építkezést 1915-ben kezdték el, amelynek során jelentős számban foglalkoztattak hadifoglyokat is. A foglyok számára a Ládi-fatelep mellett építették fel az Óbarakkot, majd a Ládi-fatelepen az Újbarakkot (utóbbi még ma is megvan, lakásnak használják).
A gyárépítés gyors ütemben indult meg. Még az első évben elkészültek a legfontosabb épületek, csarnokok alapjai, és elkezdődtek maguk az építkezések is. 1917-ben megérkeztek a külföldről rendelt fémmegmunkáló gépek első darabjai, amiket folyamatosan követtek az újabb szállítmányok. Ennek ellenére a hadiüzem termelése az első világháború ideje során még nem indult be. A jelentős részben vadonatúj gépeket a megszálló román csapatok leszerelték és hadizsákmányként elszállították.
A háború után a kohászatból átköltözött még a kovácsüzem, a hőkezelő és a mechanikai megmunkáló részleg is. Az energiaszükséglet megkívánta, hogy először a nyugati villamos erőműt indítsák be, míg a kovácsműhely, a lövegüzem és a hőkezelő részleg építkezése csak 1924-ben fejeződött be. Az új gyár önálló egységként működött mintegy 800 dolgozóval, és természetesen a központi igazgatóság alá tartozott. Az Ógyárból (hivatalos neve ekkor Diósgyőri Vas- és Acélgyár volt) a „C” gyár berendezései és munkásai 1930–1931-ben költöztek át az Újgyárba, neve ott „D” gyár lett. Ezzel fejeződött be voltaképpen az Újgyár teljes üzembe állítása.

## A gyár működése 1945-ig
A „D” gyár megbízott vezetője 1932-ig Ábel Kálmán, katonai vezetője pedig Markotay-Velsz Jenő volt. A gyár egészen 1944-ig ágyúgyárként működött, és a MÁVAG fővárosi központi igazgatósága alá tartozott. Az üzemet a háborús konjunktúra miatt fokozatosan bővítették, fejlesztették, és az ország egyik legnagyobb nehézgépgyára lett. Műszaki vezetője 1932-től Hüke Kálmán, katonai vezetője pedig Kovács Béla, majd Bézler Károly volt.
A gyár termékei között megtalálhatók voltak a svéd Bofors licenc alapján gyártott 80 milliméteres légvédelmi lövegek, tábori tarackok, a Böhler-féle tábori lövegek, a hegyi lovassági lövegek, és emellett gőzmozdony- és hajóalkatrészeket, forgattyús tengelyeket és polgári termékeket is gyártottak. 1938-ban a Bofors lövegeket már Európa számos országába exportálták (Egyesült Királyság, Kína, Finnország, Lettország, Olaszország). Az olasz megrendelések kitétele ráadásul az volt, hogy a gyárnak be kellett tanítani az ottani katonákat a gépágyúk kezelésére, karbantartására, a lövések végrehajtására stb. is.
Az Újgyár termelése 1938-ra – az 1934-eshez képest – a háromszorosára növekedett. 1943-ban újabb üzemet építettek („FT”-műhely; FT – forgattyús tengely), amelynek a repülőgépmotorok forgattyús tengelyeinek gyártása volt a profilja. A bővítések eredményeként az Újgyárnak ekkor már 6500 dolgozója volt, a teljes gépparkja pedig 1069 különböző gépből állt.

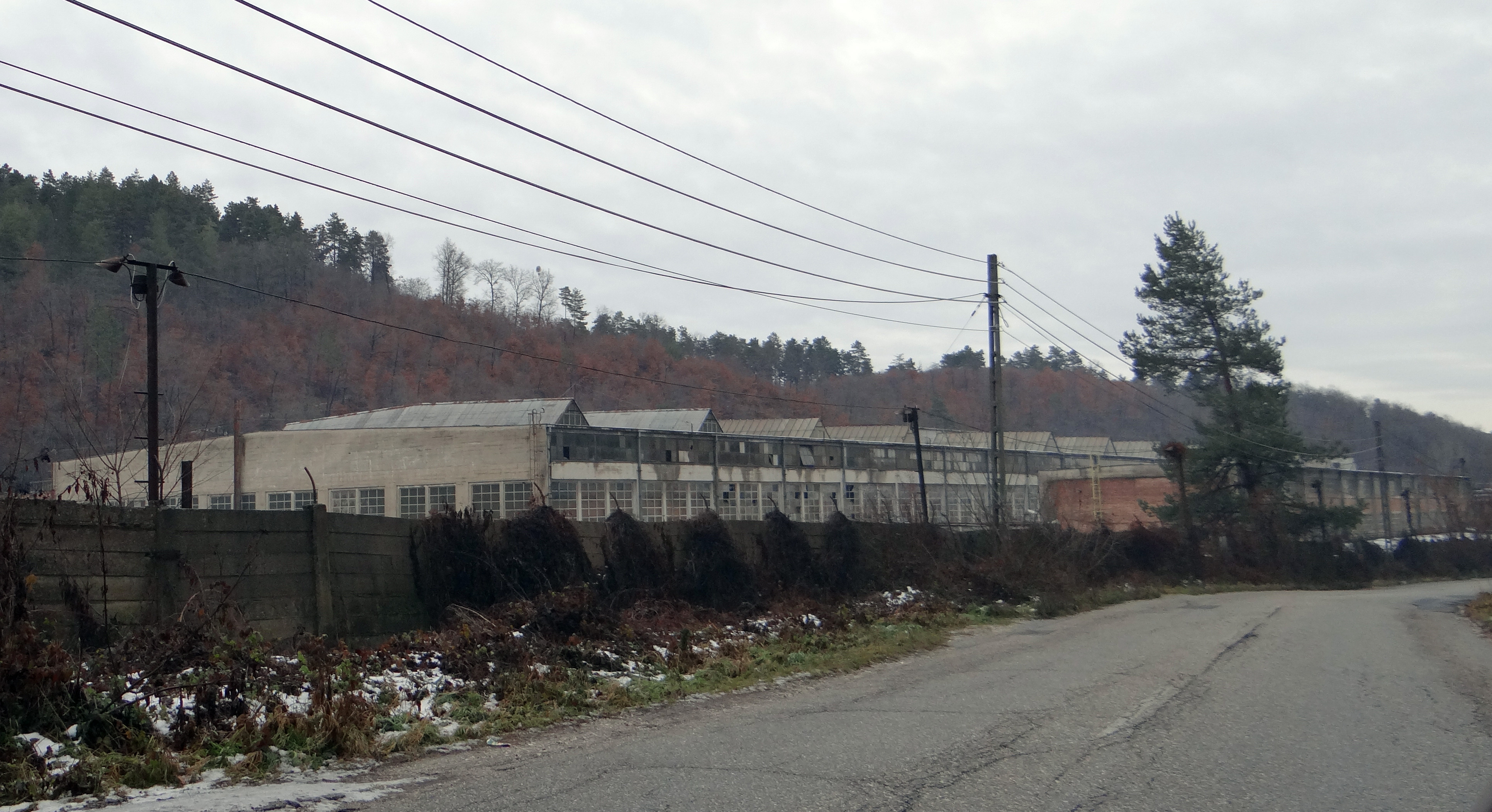
A Mexikó-völgy egyik üzemcsarnoka 2012 végén

1936-ban, mintegy 10 holdnyi területen elkezdődött a lőszersajtoló és megmunkáló, valamint a robbanószer-feldolgozó üzem építése, amivel 1938-ra végeztek. A lőszersajtoló egység a kovácsüzem északi oldalán épült. A 36 külön épületre bontott lőszerüzemet biztonsági okokból, az árvízvédelmi gátakra emlékeztető, trapézszelvényű földgátak közé építették a gyár nyugati részén. Az egységeket vasútvonal kötötte össze. Az üzem fedőneve „Ázsia” lett, vezetője Korán Imre volt. A munkáslétszám 200 és 1200 között változott – a mindenkori igények függvényében. A megmunkáló géppark 720 forgácsoló- és egyéb megmunkáló gépből állt. A lőszerraktárak a gyár erdőbe benyúló részére kerültek, a „Mexikó”-völgy „Afrika” kódnevű helyére.
Az „Ázsiában” lőszert, repeszgránátot, robbanótöltetet, gyutacsot készítettek. A minősítés és az átvétel katonai szakemberek kezében volt, az éles próbákat az örkényi és a hajmáskéri lőtéren végezték. A termékek kínai, svéd és brit exportra is készültek. Az üzemben folyó munka egészségre ártalmas volt, ezért a lőporral és a folyékony TRI nevű szerrel érintkező dolgozók egészségét havonta vérvétellel ellenőrizték. Akiknél a megengedettnél nagyobb vörösvérsejt-csökkenést mutattak ki, átmenetileg vagy végleg más munkahelyre helyezték át. A dolgozók egyébként védőitalt és -ételt (naponta fél liter tejet és 25 dekagramm szalámit), valamint rendszeresen sajtot és gyümölcsöt kaptak.
A termelés fokozott tempóban folyt, és feltehetően ennek is köze volt a 17-es pavilonban, 1943. május 28-án bekövetkező nagy erejű robbanásnak. Tíz dolgozó meghalt, húszan megsebesültek. Az esetet hadbíróság vizsgálta, a szakértői vizsgálat végül műszaki hibát, elektromos rövidzárlatot állapított meg a baleset okaként.
A második világháború idején a szövetséges légierők – hadiüzem lévén – célpontként tartották nyilván a diósgyőr-vasgyári üzemeket is. A legkomolyabb légitámadás 1944. szeptember 13-án érte az Újgyár területét. A megmunkáló és szerelő üzemet 48 bomba találta el, és csak a szerencsének volt köszönhető, hogy – üzemszüneti nap lévén – a támadásnak mindössze két halálos áldozata volt.
1944 októberében bizonyos részlegeket – a közeledő front miatt – Csepelre, Győrbe, a csehszlovákiai Rotavába, majd nyugatra telepítettek – a német parancsnokság és a hadügyminisztérium parancsára. Összesen 375 gépet szállítottak el, 694 maradt a gyárban. Novemberben a németek üzemképtelenné tették a Nyugati Erőművet, így lehetetlenné vált mindenféle termelés. A szovjet hadsereg első egységei december 3-án értek Miskolcra, és december 10-én már megkezdődtek a helyreállítási munkálatok a gyárban. Először a vasgyárban lévő Keleti Erőműből kapták az áramot, így az épen maradt csarnokokban tíz napon belül megkezdődhetett a termelés. 1945 januárjában a dolgozók létszáma 1100 fő körül volt. Az első termékek a szovjet hadsereg igényeit elégítették ki, majd később a gyár termékei megjelentek az újjáépítésben is (vasút, hidak, vasszerkezeti elemek stb.). A nyár folyamán a Szovjetunió 150 szerszámgépet – jóvátétel címén – elszállított, amivel a géppark 50,6%-ra csökkent. Az 1946-ig önállóan működő gyár megbízott igazgatója Szederkényi Ferenc volt, a munkáslétszám 4500 főt tett ki.

## Az üzemmenet 1946-tól

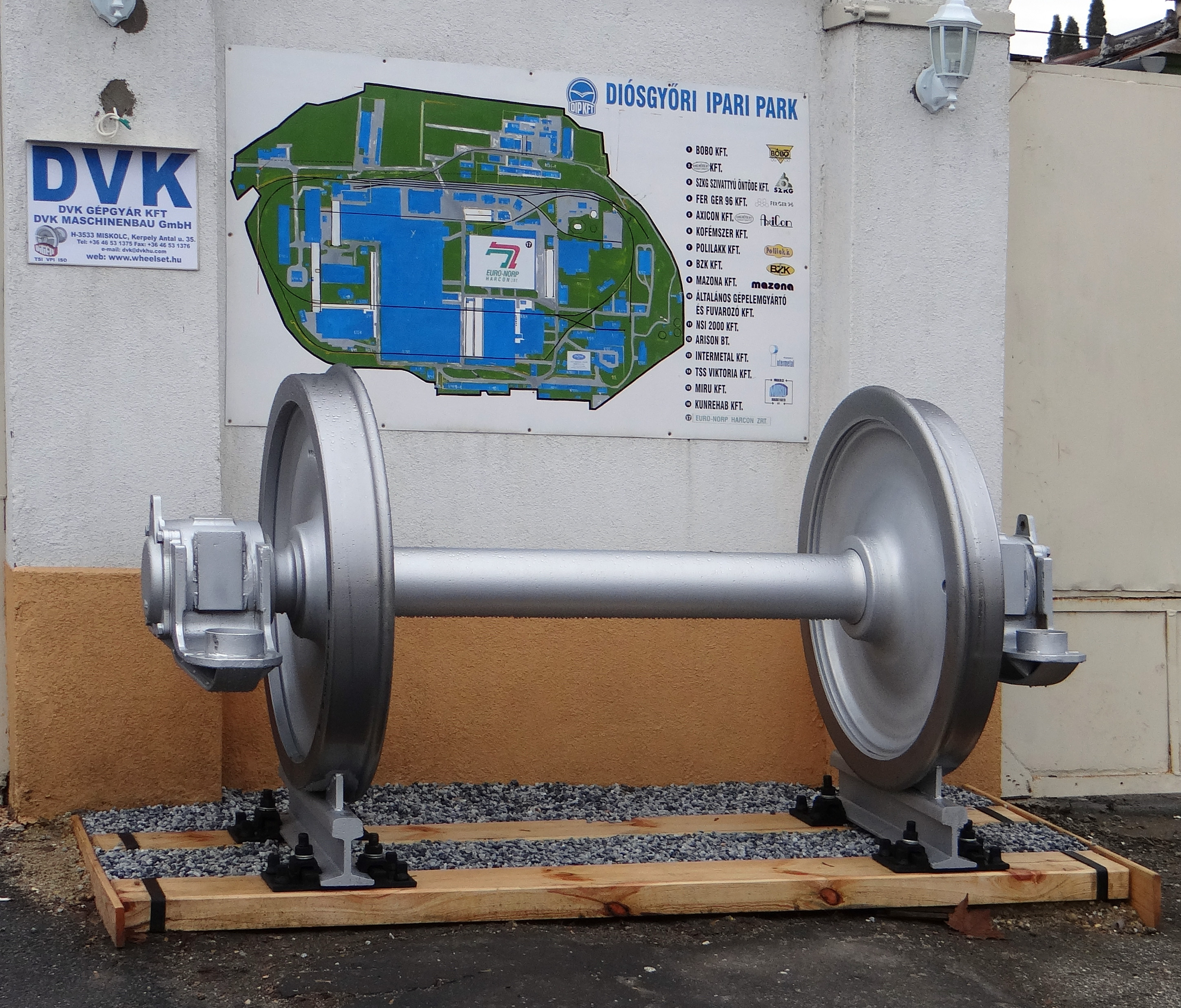
A DIGÉP egyik sikerterméke, a vasúti kerékpár, kiállítva a gyár bejárata előtt

1946. január 1-jével a gyárat ismét összevonták az Ógyárral, a Diósgyőri Vas- és Acélgyárral, és a közös igazgató Korán Imre lett. Az Újgyár az Ógyár egyik üzemeként működött. A gyár termékei között ebben az időszakban megjelentek a közszükségleti cikkek is, amiket az átmeneti nehézségek áthidalása miatt kezdtek gyártani. Ezek között olyan hétköznapi, a gyár profiljába egyáltalán nem tartozó termékek voltak, mint a különböző konyhai eszközök, kések, darálók stb. De már ekkor elindultak olyan termelési ágak is, amelyek a későbbi termelési profil részét képezték. Minthogy az újjáépítés időszakában hiány mutatkozott huzalból, reszelőből, elkezdték a dróthúzó üzem kialakítását, illetve a dróthúzó gépek tervezését és gyártását. Az első hatdobos durvahúzó gép és két hatdobos finomhúzó gép 1946 szeptemberében kezdett dolgozni. A huzalból kerítésfonatot és szöget állítottak elő, természetesen saját gépekkel. 1947-ben a termelést kiegészítették a kábelgyártással. A drótmű termelése 1948 márciusában, amikor leszerelték a gépeket és a miskolci drótgyárba kerültek, már havi 20 vagon volt. A reszelőüzem szintén 1946-ban kezdte termelését. Az üzemben korszerű szalagrendszerben gyártották a gépgyártáshoz fontos szerszámokat. Az időszak termékei között megtalálhatók voltak még különböző bányászati és mezőgazdasági gépek is.
A gyár jövője szempontjából előremutató volt még a csapágygyártás beindítása, főleg kúp- és hordógörgős csapágyakat gyártottak. A debreceni Magyar Gördülőcsapágy Művek létrehozásakor ezeket a gépeket a „GÖCS” diósdi részlegébe telepítették át. Az Újgyár hosszú ideig vezető termékének számító esztergagépek gyártása is ekkoriban kezdődött el. A gépek elsősorban saját használatra készültek (a Szovjetunió jóvátételként sok gépet elszállított), de olyan sikeressé váltak, hogy jelentős részt képviselt az export is (Hollandia, Finnország, Németország, Svájc, Bulgária, Olaszország stb.). Egy másik fontos termékvonal a forgács nélküli alakító gépek gyártása volt. Hidraulikus sajtót, forgattyús sajtót, légkalapácsot és más hengerműi és kohóipari alkatrészeket gyártottak, amelyek nagy része egyedi gyártmány volt. Évtizedekig volt a gyár fontos terméke a vasúti kerékpár, amelynek gyártása a „Kohászatból” (akkori hivatalos neve szerint Magyar Állami Vas, Acél- és Gépgyár, azaz MÁVAG) került át 1947-ben.

## DIMÁVAG Nemzeti Vállalat

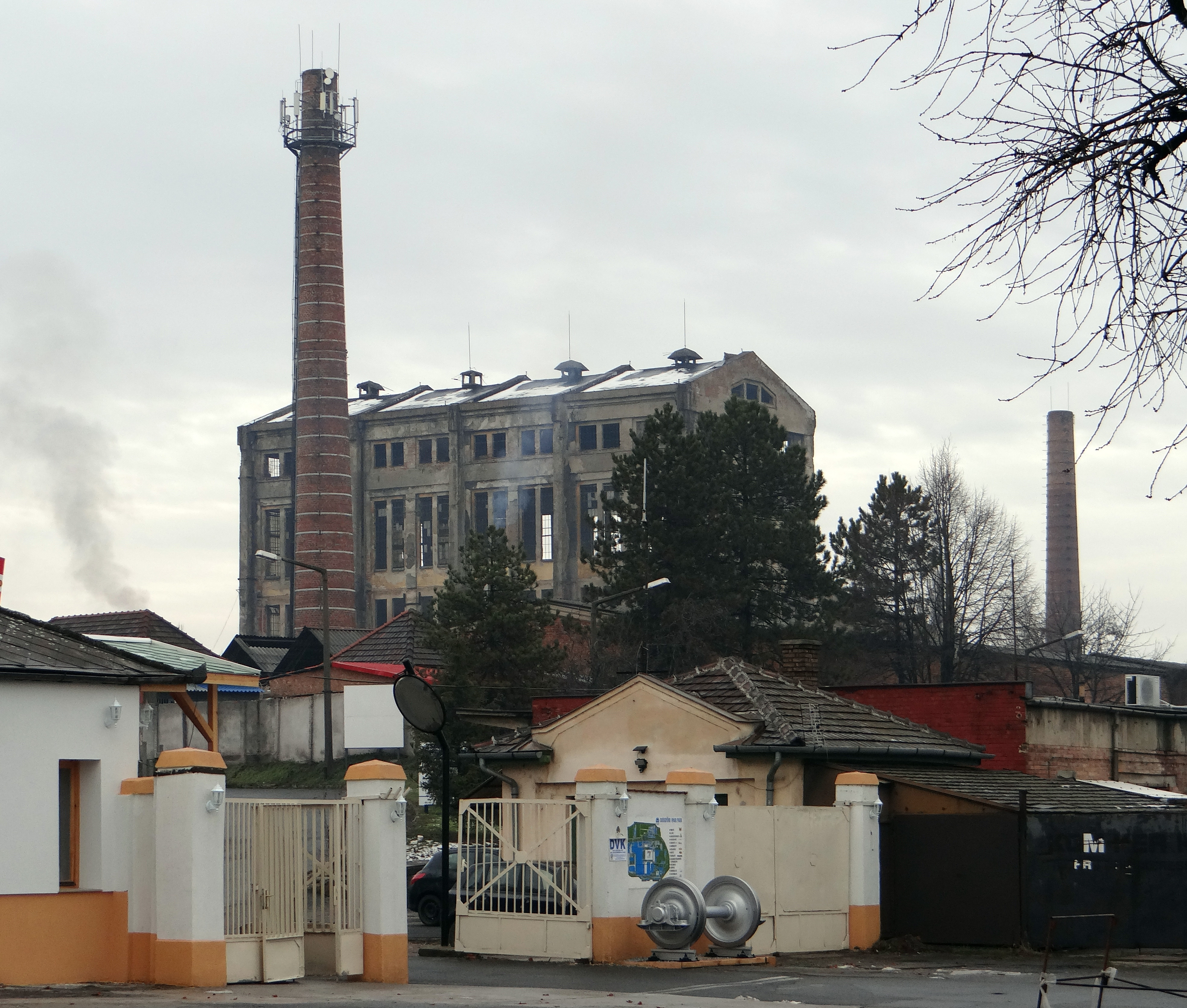
A gyár egyik, 2012 végén valószínűleg használaton kívüli üzemcsarnoka

1948. július 1-jei hatállyal az Újgyárat ismét önálló gyárrá szervezték át, DIMÁVAG NV néven, és első igazgatójává Pataki Lászlót nevezték ki. Az első hároméves terv keretében 52 millió forintnyi beruházást valósítottak meg. Az újjáépítés keretében a Duna, a Tisza és a Bodrog hídjaihoz gyártottak különböző alkatrészeket. Bővítették a huzal- és kábelgyártó gépek választékát, konstrukcióját (finom- és durvahúzógépek, szövő- és sodrógépek, univerzális fonógépek). Bővült a szerszámgépgyártás választéka is (esztergagépek, lemezollók stb.)
Kormányzati utasításra már 1948-ban előkészületek történtek a löveggyártás újbóli beindításra, és végül 1950 elején ebből a célból jött létre Fröschl Gusztáv vezetésével a Nehézszerszám Gépgyár Nemzeti Vállalat a Mexikó-völgyben. Az új gyár 1952-ben már teljes kapacitással termelt, hogy azután – az 1953-as termelési csúcs után – 1957-re megszűnjön a komplett löveggyártás, a helyét fokozatosan dízelmotorok, aggregátok, hűtőkompresszorok vették át. A gyárból ebben az időben alakult meg a Könnyűgépgyár Nemzeti Vállalat is, amely a hadiüzem számára gyártott különböző szerelt alkatrészeket. A haditermelés csökkenésével ennek a részlegnek is átalakult a termelési profilja: centrifugálszivattyúkat, mezőgazdasági gépeket, emelővillás targoncákat és más közszükségleti cikkeket gyártottak.
A két egység kiválása magában a DIMÁVAG-ban is átszervezéseket követelt meg, amit Pálmai József igazgató vezényelt le. Több gyáregység összevonásával megalakult a „B” hidegüzem és az „F” melegüzem. Új konstrukciók is születtek. Az EK-6 és az EK-13 jelű ellenütős kalapácsokból került a kovácsüzembe is, de exportra is sikerrel szállították. Két új rugós kalapácstípust is gyártani kezdtek, főleg a belföldi piac számára. Ugyancsak két új típussal indították a forgattyús sajtók gyártását. Az átgondolt gyártmányfejlesztés eredményeként keresetté váltak a gyár termékei külföldön is: a Szovjetunióba, az NDK-ba, Csehszlovákiába, Jugoszláviába, Argentínába, Törökországba szállítottak esztergagépeket, lemezollókat, öntödei fűrészeket, ellenütős kalapácsokat, forgattyús sajtókat, valamint drót- és kábelgyári berendezéseket.
1959-ben a Borsodvidéki Gépgyárat (az egykori Hercz Gépgyár és a Szilágyi-Diskant Gépgyár utódját) a DIMÁVAG-hoz csatolták, először csak szervezetileg, majd a hatvanas években fizikailag is áttelepítették. Ezáltal bővült a gyár termékválasztéka műanyagprésekkel, hidraulikus emelőkkel stb. 1959-ben újraindult a löveggyártás: szovjet licenc alapján gyártották az Sz60 típusú légvédelmi ágyúkat.

## A DIGÉP

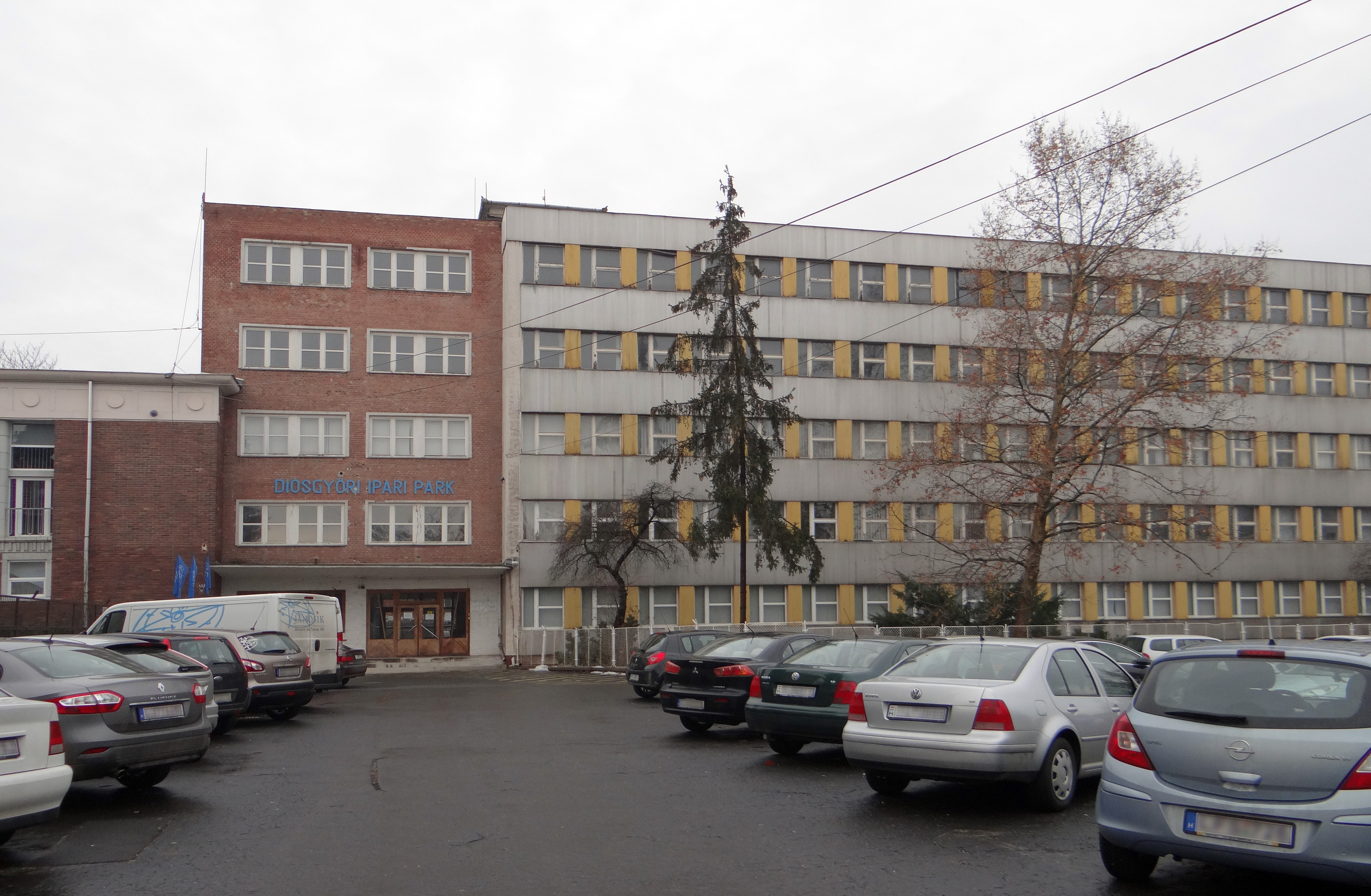
A gyár irodaépülete

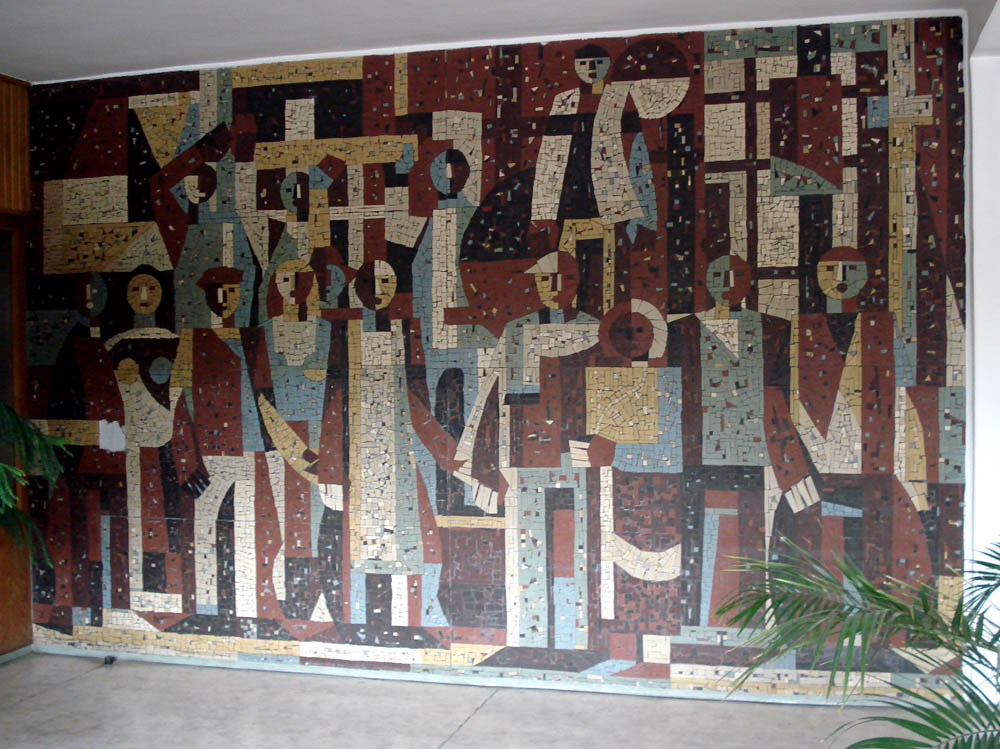
Tóth Imre Közösen című mozaikja a gyár irodaépületében

1963. január 1-jei dátummal a három gyárat (DIMÁVAG Gépgyár, Nehézszerszám Gépgyár, Könnyűgépgyár) kormányzati döntésre összevonták, és az új, Lipovszky Gyula vezette gyár neve Diósgyőri Gépgyár (DIGÉP) lett. Az átszervezés révén egyesített nagyüzem termelő erejével és 10 000 fős dolgozói állományával a magyar ipar egyik legnagyobb vállalata lett, termelési profilja pedig hosszú időre állandósodott. A legfontosabb gyártmánycsoportok: kovácsoló és sajtoló gépek, csőgyári és hengerműi berendezések, lemezalakító gépek, szerszámgépek, kábelipari gépek, hadiipari termékek, hűtőipari gépek, Diesel-motorok és áramtermelő aggregátok, szivattyúk, hidraulikus emelők, vasúti kerékpárok, kovácsolt és sajtolt termékek, csavarrugók, vasszerkezetek.
1965-ben a gyár átadta a kábelzománcozó gépek gyártását a Pestvidéki Gépgyárnak, a műanyagtömlő-extrudereket pedig a Híradástechnikai Gépgyárnak. Termékválasztékát svájci licencű élhajlító géppel, új típusú vágó- és lyukasztógéppel, hidraulikus és mechanikus lemezollókkal, rugós kalapácsokkal, díjnyertes gyorssodrógéppel stb. szélesítette. Emellett folytatódott az egyedi gépgyártás is. Lendületet kapott a nehézszerszámgép-gyártás, például Kínának és a Szovjetuniónak komplett csőgyárakat szállítottak, vagy a Lenin Kohászati Művek számára blokk- és bugasort  gyártottak. Világszerte is rendkívül sikeresek lettek a gyár új konstrukciójú ellenütős kalapácsai. A termelési eredmények mindazonáltal nem javultak egyértelműen, de 1970-re befejezték a kovácsüzemi rekonstrukciót, aminek révén az évi gyártási kapacitás több mint kétszeresére emelkedett, a vasúti kerékpárgyártás volumene is közel másfélszeresére nőtt.
A hetvenes évek közepére eredményes exportkapcsolat alakult ki több vezető nyugati céggel (Voest, Volvo, Ford), emellett licenceket vásároltak és adtak el. A DIGÉP 1975-ben megvette a Mezőgép szerencsi üzemét, és a szivattyúgyártást oda helyezte át, hogy az addigi „Sz” gyáregységet a haditermelésre állíthassa át (a volt Nehézszerszám Gépgyár mellett). Az 1980-as évek elején a hadiipari termelés részaránya már elérte a termelés egészének 40%-át. 1986-ban azonban a hadi megrendelések minimális értékre estek vissza, ami – minthogy nem sikerült teljes egészében polgári termékekkel pótolni – komoly gondot jelentett a vállalat vezetése számára. A nehézségeket fokozta a szocialista export erőteljes csökkenése is. Az 1988-ban kinevezett új vezérigazgató, Kovács Zoltán vezetésével kidolgozták a gyár radikális átszervezésére vonatkozó terveket. Az elképzelések között vezető helyen állt a hazai gépkocsigyártás beindítása, és ennek érdekében – több nagy vállalat és bank részvételével – létrehozták a rövid életű Borsodi Gépkocsi Társaságot.

## A vállalat megszűnése

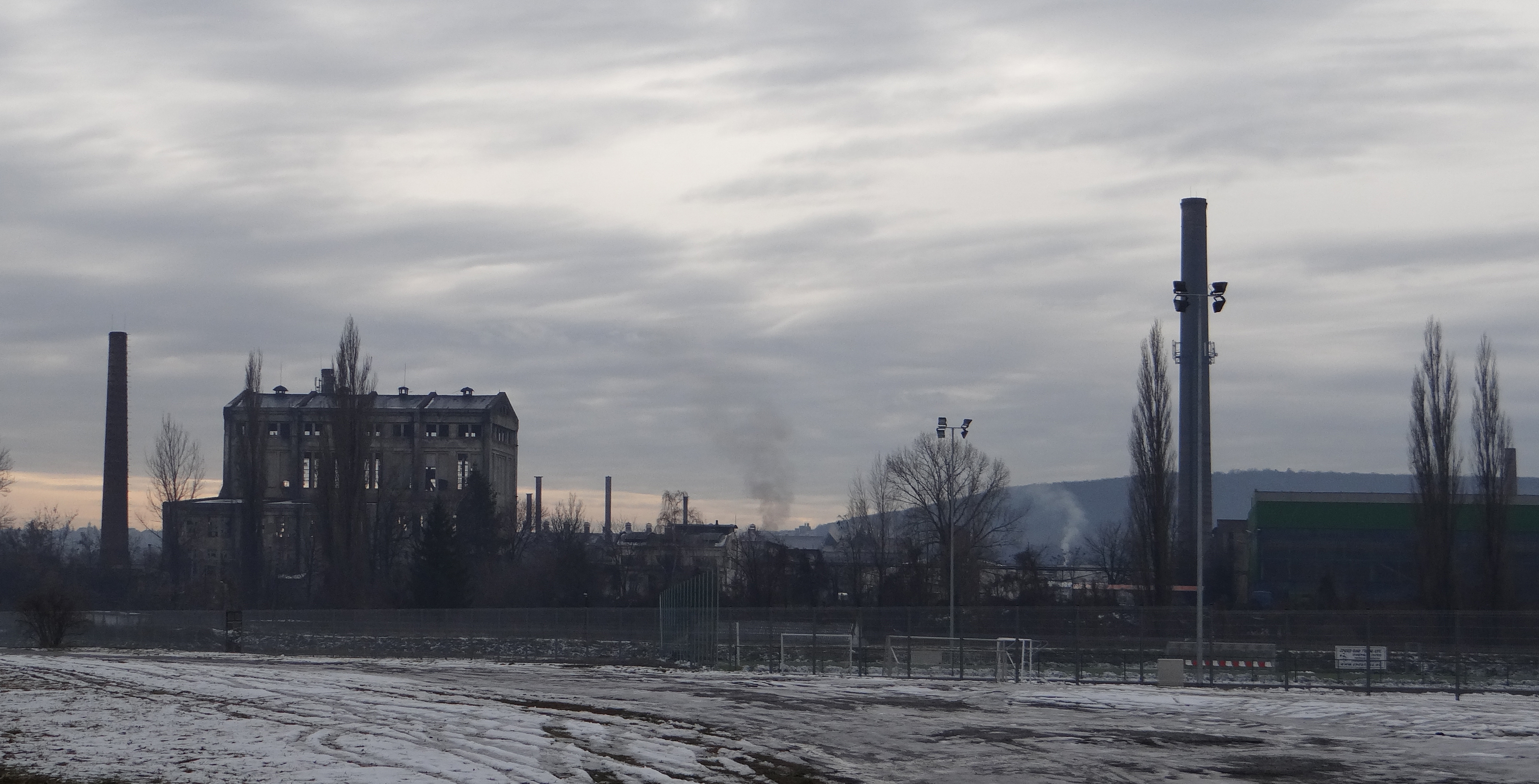
A DIGÉP a DVTK-stadion felől

A gyár 1989-ben végrehajtott átszervezése (hat önelszámoló egységet hoztak létre) nem hozta meg a kívánt és várt eredményt, és 1990-re a cég fizetésképtelenné vált. A megyei bíróság az év végén elrendelte a vállalat felszámolási eljárását a Szanáló Szervezet, majd a Reorg Rt. közreműködésével.
A DIGÉP területén 1998-ban létrejött Digép Ipari Park néhány üzemcsarnokában 2012-ben 59 magán-, kis- és közepes vállalkozás működött mintegy 1500 dolgozóval, más csarnokokban nem folyik termelő munka. Az ipari park működését számos probléma kíséri, aminek az oka elsősorban a park területén működő vállalkozások fizetési bizonytalansága.
2014 tavaszán megállapodás született arról, hogy a Digép Ipari Park területén új, 320 ezer tonna kapacitású miniacélmű és hengermű épül, amely 320 embert foglalkoztat majd. A beruházás azonban a nem megfelelő előkészítés miatt nem valósult meg.